# プロヴァンス＝アルプ＝コート・ダジュール地域圏
プロヴァンス＝アルプ＝コート・ダジュール地域圏（プロヴァンス＝アルプ＝コート・ダジュールちいきけん、仏: Provence-Alpes-Côte d'Azur）は、南フランスのうち南東部、地中海沿いの地域圏である。PACA（パカ）と略される。東部はアルプス山脈をはさんでイタリアと国境を接する。北はオーヴェルニュ＝ローヌ＝アルプ地域圏、西はオクシタニー地域圏と接している。
その名が示すとおり、国際的に名高い風光明媚な海岸コート・ダジュールがある。同地域圏の首府はフランス第2の都市・マルセイユにあり、日本国総領事館も同地にある。石油化学工業や鉄鋼業の他、観光も盛んに行われている。日本の中国地方5県ほどの広さに、広島県と岡山県を足した人口とほぼ同程度の住民が在住する。気候は地中海性気候の影響で一年を通して温暖で乾燥しており、世界中の著名人がニース、カンヌなどに別荘を構えることで有名。
隣接するオーヴェルニュ＝ローヌ＝アルプ地域圏とともに、「フランスアルプス」という名称で2030年冬季オリンピック・パラリンピックの開催地に選ばれた。

## 行政区画
| 名称                                                       | 人口(人)  | 州都/主府/本部                       | 備考 |
| ---------------------------------------------------------- | --------- | ------------------------------------ | ---- |
| ブーシュ＝デュ＝ローヌ県 Bouches-du-Rhône                  | 1,893,000 | マルセイユ Marseille                 |      |
| アルプ＝ド＝オート＝プロヴァンス県 Alpes-de-Haute-Provence | 146,000   | ディーニュ＝レ＝バン Digne-les-Bains |      |
| オート＝アルプ県 Hautes-Alpes                              | 128,000   | ギャップ Gap                         |      |
| アルプ＝マリティーム県 Alpes-Maritimes                     | 1,057,000 | ニース Nice                          |      |
| ヴァール県 Var                                             | 958,000   | トゥーロン Toulon                    |      |
| ヴォクリューズ県 Vaucluse                                  | 522,000   | アヴィニョン Avignon                 |      |